# Carl Julius Neuman
Carl Julius Neuman, född 20 juli 1839 i Örslösa församling, Skaraborgs län, död 11 maj 1912 i Borås, var en svensk zoolog och läroverksrektor. 
Neuman blev student i Uppsala 1859, filosofie kandidat 1866 och filosofie doktor 1869 på avhandlingen Bidrag till kännedomen om Sveriges hydrachnider. Han blev adjunkt vid Vänersborgs högre elementarskola 1867, vid Skara högre elementarläroverk 1868 och var rektor vid Borås lägre allmänna läroverk (realskola) 1884–1906. Han skrev en rad artiklar i zoologiska ämnen.